# Marcus Due-Boje
Marcus Due-Boje, född 2 mars 1993 i Haninge, är en svensk ishockeymålvakt, som under säsongen 2014/2015 spelade i IF Troja-Ljungby i Hockeyettan. 
Due-Boje inledde sin karriär i Malmö IF i slutskedet av 1990-talet. Som junior var han till stor del verksam i Stockholmsklubben Djurgårdens IF. Efter fyra framgångsrika år i Djurgården, som bland annat innehöll ett flertal matcher för de svenska juniorlandslagen, gjorde Due-Boje en ettårig sejour i den amerikanska juniorligan NAHL med laget Kalamazoo Jr. K-Wings innan han inför säsongen 2013/2014 återvände till Sverige för spel med Enköping SK. Flyttlasset gick därefter mot Smålands orten Ljungby och det lokala laget IF Troja-Ljungby, som under den föregående säsongen förlorat sin plats i Hockeyallsvenskan som motsvarar den näst högsta divisionen i de svenska seriesystemen. Denna degradering innebar att klubben under säsongen 2014/2105 spelade i den omgjorda Hockeyettan, som tidigare motsvarades av benämningen Division 1.
Due-Boje har trots sin ringa ålder vunnit ett stort antal priser, både som individuell spelare och gemensamt med lag. Han har bland annat blivit utsedd till bästa målvakt i både Rikspucken och J18 SM-slutspelet, två turneringar som båda slutade med en andra plats och därmed silver med Stockholm 1 respektive Djurgården. Due-Boje har även ett SM-guld från U16 och ett brons från J20 på meritlistan. 
Han är son till tidigare ishockeyspelaren Christian Due-Boje, som bland annat vunnit OS-guld med Tre Kronor i Lillehammer 1994 och dessutom är trefaldig svensk mästare med Djurgården.